# Пирит
Пиритът е сулфиден минерал в земната кора с химична формула FeS2. Много често съдържа примеси като мед, кобалт, сребро, злато, цинк и никел. Съдържанието на желязо в него е 47%, а на сяра – 53%. Има метален блясък, твърдост по скалата на Моос 6 и кристализира в кубична сингония. Цветът на пирита е златистожълт. Името му произлиза от гръцката дума πυρίτης (piritēs), която означава в буквален превод „огън“. Дължи се на факта, че при удар хвърля искри. Пиритът е известен още като лъжливо злато или златото на глупците.
Пиритът е открит още през каменната ера, когато е използван за палене на огън. Хората са го употребявали, защото при одраскване с друг металически предмет пиритът произвежда искра. Алхимиците често правели различни експерименти с пирит; опитвали се да превърнат обикновен пирит в злато. Древните лечители смятали, че пиритът влияе на нервната система и го препоръчвали на пациентите си като най-добро лекарство. Смятало се, че този камък може да окаже някаква висша помощ на притежателя си, например да стане първи в някаква дейност.

Находища на пирит се разработват в Русия, Норвегия, Франция, Германия. В България пирит се среща в почти всички полиметални находища в Родопите и Бургаско. 

## Галерия
- Пирит от Родопите, кол. на Георги Златарски, Национален природонаучен музей
- Пирит от Хлябово, Ямболско, кол. Георги Бончев – Музей по минералогия, петрология и минерални ресурси към Софийския университет „Свети Климент Охридски“